# شاهدخت مادلین، دوشس هلسینگلاند و یستریکلاند
شاهدخت مادلین، دوشس هلسینگلاند و یستریکلاند، (به سوئدی: Prinsessan Madeleine, Hertiginna av Hälsingland och Gästrikland) (متولد ۱۰ ژوئن ۱۹۸۲) کوچک‌ترین فرزند و دختر دوم کارل گوستاف شانزدهم پادشاه سوئد و ملکه سیلویا است. وی که در زمان تولد سومین نفر در نوبت جانشینی سلطنت سوئد بود، از زمان تولد خواهرزاده‌ها و برادرزاده هایش، هشتمین نفر در این لیست است.
شاهدخت مادلین در سال ۲۰۰۶ با دریافت مدرک کارشناسی در تاریخ هنر، نژادشناسی و تاریخ مدرن از دانشگاه استکهلم فارغ‌التحصیل شد.
در سال ۲۰۰۹ نامزدی شاهدخت مادلین با وکیلی سوئدی به نام یوناس برگستروم اعلام شد و قرار بود ازدواج آن دو در نیمه دوم سال ۲۰۱۰ انجام شود. اما بعداً این ازدواج به تعویق افتاد و نهایتاً در آوریل ۲۰۱۰ لغو شد. وی بعد از این اتفاق به نیویورک رفت و در بنیاد خیریه‌ای که توسط مادرش تأسیس شده مشغول به کار شد. وی مجدداً در سال ۲۰۱۲ با یک تاجر بریتانیایی-آمریکایی به نام کریستوفر اونیل نامزد شد. جشن ازدواج این دو در ۸ ژوئن ۲۰۱۳ در کاخ سلطنتی استکهلم برگزار شد.
فرزند اول این زوج دختری به نام لئونور است که در ۲۰ فوریه ۲۰۱۴ در نیویورک به دنیا آمد.